# Zabdas
Zabdas (auch: Zambdas oder Zamudas; † um 300) war Bischof von Jerusalem unter Kaiser Diokletian.
Über Zabdas ist sehr wenig bekannt, Eusebius von Caesarea überliefert nur seinen Namen, ohne Details seiner Amtsführung zu nennen. Aus seinem Namen wird geschlussfolgert, dass er aus Syrien stammte. Die genaue Datierung seiner Amtszeit ist umstritten. Während meist von einer kurzen Amtszeit etwa in den Jahren 298–300 ausgegangen wird, findet man daneben auch Angaben, wonach er sein Amt bereits 276 angetreten habe. Sicher ist nur, dass er der Nachfolger des Hymenaios war und selbst von Hermon abgelöst wurde.